# 坎貝爾斯堡 (印地安納州)
坎貝爾斯堡（英語：Campbellsburg）是一個位於美國印地安納州華盛頓縣的城鎮。

## 人口
根據2010年美國人口普查的數據，坎貝爾斯堡的面積為2.57平方千米，當中陸地面積為2.57平方千米，而水域面積為0.00平方千米。當地共有人口585人，而人口密度為每平方千米228人。